# Pazin
Pazin (olaszul: Pisino) város és község Horvátországban, Isztria megyében. Isztria megye közigazgatási székhelye. Közigazgatásilag Beram, Bertoši, Brajkovići, Butoniga, Grdoselo, Heki, Ježenj, Kašćerga, Kršikla, Lindar, Stari Pazin, Trviž, Vela Traba, Zabrežani, Zamask, Zamaski Dol, Zarečje és Lindarski Katun települések tartoznak hozzá.

## Fekvése
Az Isztriai-félsziget közepén, a környező magaslatok által körülvett medencében fekszik. Az óváros a Pazinčica-patak víznyelője a tulajdonképpeni Pazini-barlang feletti 130 méter magas meredek sziklacsúcson helyezkedik el. A szikla oldalában száz méteres mélységben van a patak 20 méter széles víznyelője, mely barlangban folytatódik. A barlang 215 méter hosszan nyúlik be a hegy gyomrába és a Mali- (Kis-, vagy Mitar-) és a Veliki- (Nagy-, vagy Martel-) szifontóban végződik. A barlangon a víz keresztülfolyik, majd az 50 kilométerrel távolabb lévő Lim-csatornában tűnik fel újra. Nagy esőzések idején a víznyelő fölötti részen gyakran annyira megnő a vízmennyiség, hogy akár 3 kilométer hosszú tavat is képez. A város idővel az óvárostól nyugatra terjeszkedett. A sziklák közt áttörő Pazinčica alakította ki a Zarečki krovnak nevezett vízesést és az alatta levő tavat, mely a nyári hónapokban a helyi fiatalság kedvelt fürdőhelye.
A város földrajzi fekvése miatt kontinentális éghajlatú forró nyarakkal. A forróságot a település katlanszerű medencében fekvése is befolyásolja. Mivel az Isztriai-félsziget közepén fekszik a telek hidegek, időnként ködösek.
Központi fekvése miatt itt haladnak át a Fiume felől az Učka-alagúton át a félsziget városaiba vezető utak és a Pólába vezető vasút. Ennek a kedvező fekvésének köszönhetően lett Pazin Isztria megye közigazgatási székhelye.

## Története
A vár és a település keletkezéséről írásos forrás hiányában nincs pontos adat. Pazin várát II. Ottó császár 983-ban kelt adománylevele "Castrum Pisinum" alakban említi először. E körül a vár körül alakult ki később a település. Pazin kezdetben a porecsi püspökség egyik birtoka volt és a vár fontos szerepet töltött be a birtokok védelmében. Pazin vára a 12. század végére a goricai (görzi) grófság székhelyévé vált, melyet 1379 után Pazini grófságnak neveztek. A város ez idő alatt nagy fejlődésen ment keresztül és fontos szerepet játszott a félsziget osztrák és velencei részének történelmi eseményeiben. A pazini grófi család kihalása után a Habsburgok tulajdona lett. Pazin várát a velenceiek többször is ostromolták. 1508-ban el is foglalták és kifosztották, de a következő év tavaszán a korábban elveszített területekkel együtt az osztrákoknak sikerült visszafoglalni. A velenceiek 1510-ben újra sikertelenül támadták, de a környező településeket kifosztották. A hadseregek gyakori mozgása 1516-ban nagy pestisjárványt okozott. Megnőtt a török betörések veszélye is. 1580-ban a nagy tűzvészben Pazinban 180 lakóház égett le. Újabb pestisjárvány vezette be a 17. század eseményeit. 1615-ben kitört a nagy osztrák-velencei háború. Stari Pazin már 1616-ban súlyos károkat szenvedett. 1617 júliusában a velencei hadak parancsnoka Alvise Zorzi újabb támadást intézett Pazin ellen, de a vár falai ellenálltak. Ezt követően a velenceiek a pićani püspökség falvait dúlták fel. A harcok egészen 1619-ig tartottak és még két évig tartott mire a felek Madridban békét kötöttek. Ezt követően a Velencei Köztársaság ereje egyre gyengült, majd 1797-ben a köztársaság a napóleoni háborúkban meg is szűnt. A franciák gyorsan megszállták az Isztriát is. A francia uralom 1813-ig tartott, amikor Josip Lazarić kapitány kis számú seregével több Pazin környéki győztes ütközetben kiűzte őket. Lazarićnak a császár elismerésül zászlót küldött. A győzelem emlékére a franciák ágyúgolyóiból emlékművet emeltek, melyet a ferences kolostor előtt állítottak fel és magának a császárnak a jelenlétében avattak fel. Napóleon bukása után az egész Isztria osztrák uralom alá került és 1825-ben önálló közigazgatási egységgé alakították, melynek székhelye 1860-ig Pazin lett. Itt volt a tartomány kormányzójának F.F. von Grimschitznek és teljes hivatali apparátusának a központja. Vele együtt számos hivatalnok, orvos, mérnök és sok más magasan képzett ember érkezett a városba. Valamennyiüknek irodára, lakásra volt szüksége. Ennek következtében a 19. század közepére számos új ház épült a városban. Isztria önálló tartomány lett önálló nemzetgyűléssel, melynek székhelye Porecs lett. Ez az időszak, mely az I. világháborúig tartott a város újabb virágzásának időszaka volt. Pazin a 19. század végére horvát többségű város lett. Amíg a horvátok többségben földművelők voltak az olasz lakosság főként a nagybirtokosok, kereskedők és egyéb szabad foglalkozást űzők közül került ki. A településnek 1857-ben 3378, 1910-ben 3249 lakosa volt. 1880-ban az isztriai nemzetgyűlés is ide költözött. A század második felére Pazin a horvát nemzeti megújhodás egyik központja lett, megalakult a nemzeti olvasókör, majd 1899-ben megnyílt az első horvát nyelvű gimnázium a városban. Minden horvát intézmény megszűnt az I. világháború után, amikor az Isztriát Olaszországhoz csatolták. A II. világháború idején miután Olaszország kilépett a háborúból 1943. szeptemberében Pazint isztriai partizánok foglalták el, majd Jugoszláviához csatolták amit 1947-ben a párizsi békeszerződés megerősített. 1991-ben a független Horvátország kikiáltásakor a horvát állam része lett. Bár Póla gazdasági jelentősége nagyobb volt, központi fekvése és történelmi okok miatt 1993-óta Pazin lett Isztria megye székhelye. 2011-ben a városnak 4382, a községnek összesen 8630 lakosa volt.

## Lakosság
| Lakosság változása | Lakosság változása | Lakosság változása | Lakosság változása | Lakosság változása | Lakosság változása | Lakosság változása | Lakosság változása | Lakosság változása | Lakosság változása | Lakosság változása | Lakosság változása | Lakosság változása | Lakosság változása | Lakosság változása | Lakosság változása |
| ------------------ | ------------------ | ------------------ | ------------------ | ------------------ | ------------------ | ------------------ | ------------------ | ------------------ | ------------------ | ------------------ | ------------------ | ------------------ | ------------------ | ------------------ | ------------------ |
| 1857               | 1869               | 1880               | 1890               | 1900               | 1910               | 1921               | 1931               | 1948               | 1953               | 1961               | 1971               | 1981               | 1991               | 2001               | 2011               |
| 3378               | 3424               | 2368               | 2173               | 2702               | 3249               | 5340               | 5125               | 2526               | 2554               | 3132               | 3598               | 4842               | 5282               | 4986               | 4382               |

## Nevezetességei
- Pazin vára a Pazinčica-patak feletti meredek sziklaszirten áll. Az írásos források szerint első formájában egyszerű négyszögletes, két emelet magas épület volt négyszögletes tornyokkal. A Szűz Mária tiszteletére szentelt várkápolnának kis harangtornya volt. A megmaradt részek alapján a második építési szakasz jelentős bővítésekkel és átalakításokkal történt. Ennek során két szempont érvényesült: Elsősorban korszerűsíteni a vár védelmi rendszerét és másodsorban kényelmes lakrészeket kialakítani benne. Mai szabálytalan négyszög alaprajzú belsőudvaros formáját a 15. és 16. században kapta. A régi metszetek és a kortársak feljegyzései szerint a vár még a 17. század végén is őrizte középkori jellegzetességeit. A Szűz Mária várkápolnát 1639-ben építették át új oltárokkal és két emelet magas félköríves toronnyal. Új oltárokat is építettek, melyeket a 18. században márvány oltárokra cseréltek. A 18. és 19. században amikor már nem a védelmi szempontok voltak elsődlegesek a munkálatok a lakórészek korszerűsítésére szorítkoztak. A várat 1766-ban a Montecuccoli család vásárolta meg és egészen a II. világháború végéig birtokukban maradt.[5]
- Pazinban 1539-óta hagyományosan megrendezik a pazini vásárt ahol a vidék mezőgazdasági termékeit kínálják. Az árak elfogadhatóak és néha még alkudni is lehet.
- Szent Miklós püspök tiszteletére szentelt temploma[6] a homlokzaton látható latin felirat szerint 1266-ban épült egyhajós román stílusú épületként. 1441-ben késő gótikus keresztboltozatos szentélyt építettek hozzá. A szentély freskóit valamelyik alpesi iskolához tartozó (valószínűleg tiroli) ismeretlen mester festette. A szentély építését latin felirat keltezi, melyen Pazin legrégibb címere látható. A templom mai formáját a későbbi átépítések után kapta, 1764-ben szentelték fel. A legrégibb feljegyzések, melyek a 17. századból származnak kiemelik a templom szépségét, a sekrestye és a belső díszítés gazdagságát. Hét oltára a 17. és a 18. századból származik, ekkor kapta mai titulusát is, a régi 1418-ban készített főoltár ugyanis a Szűzanya tiszteletére volt szentelve. A külső falba befalazott sírkőlapok azt igazolják, hogy egykor a régi szokás szerint a templomban és körülötte temetkeztek. Az 1705-ben épített harangtorony alsó részén átjáró vezet a templomba. A 45 méter magas torony a templomot körülvevő kőfalhoz csatlakozik. Orgonáját Gaetano Gallido építette 1780-ban.[5]
- Ferences kolostorát[7] a IV. Szixtusz pápa által 1482-ben kibocsátott bullával alapították. Legrégibb részében 12 szoba, kórterem, gyógyszertár és könyvtár található. 1717-ben új szárnyat építettek hozzá refrektóriummal, ezzel a város legnagyobb épülete lett. 1781-től iskola, 1836-tól gimnázium működött benne. A kolostor templomát 1463 és 1477 között építették és 1484-ben, nagyjából a kolostor építésével egy időben szentelték fel. A templom egyhajós, négyszög alaprajzú, sokszögű gótikus szentéllyel, 1729-ben hozzáépített oldalkápolnával és harangtoronnyal. Girolamo Santacroce poliptichonja 1536-ban került a főoltárra.[5] A barokk művészet szép példája az Immaculata, valamint egy fából készült és egy kőutánzatú szobor. A templom előtt volt valamikor a kolostor temetője, melyet a 18. század végén számoltak fel és a helyén állították fel 1816-ban a franciák elleni győzelem emlékművét. A tér másik végében áll az állami gimnázium épülete, amely az első olyan gimnázium volt az Isztrián ahol horvát nyelven tanítottak.
- A püspöki szeminárium a város egyik legjellegzetesebb épülete, mely az I. világháború előtt diákotthonnak épült. A II. világháború idején katonákat szállásoltak el benne. 1945-ben püspöki szeminárium lett, majd 1993-tól egyike lett az ország első magán középiskoláinak.
- A pazini barlang az isztriai karsztvidék egyik legfestőibb természeti alkotása a pazini vár évezredes falai alatt helyezkedik el. A Pazinčica-patak víznyelőjétől egészen a Raša-folyó völgyéig, a Lim-csatornáig és rajta keresztül tulajdonképpen egészen a Lim-öbölig (ahogy az Jules Verne regényében is szerepel) húzódik a föld alatt. (Verne ugyanis Sándor Mátyás című regényében a pazini várból a tengerig vezető barlangon át szökteti meg a főhőst.) A Pazinčica-patak víznyelője és a folytatását képező barlang már sokkal előbb vonzotta az emberek képzeletét, mint arra az európai utazók, tudósok és barlangászok kíváncsiságát felkeltette. Első írásos említése 1770-ben Alberto Fortis padovai természettudós nevéhez fűződik, aki az isztriai karszt földalatti képződményeinek vizsgálatával kapcsolatban említi a barlangot. Az első szervezett feltárás Edouard A. Martel francia barlangász és kutató nevéhez fűződik. Martel és a ljubljanai Wilhelm Putick 1893-ban készítették el a barlang első részletes térképét. Martel ismerte fel, hogy a víznyelőtől a hasadék mentén áramló víz által kivájt járat egy nagy föld alatti tótól (a Nagy vagy Martel-tótól) tovább haladva egy szifonban végződik. A barlangnak a kelet-isztriai Raša-völggyel való kapcsolatát az 1920-as években egy olasz geológus Carlo D'Ambrosi fedezte fel. Ezt a tényt Massima Selle rovinji tudós az angolnák megjelölésével végzett kísérlete során erősítette meg. 1967-ben Mirko Malez zágrábi geológus és paleontológus elkészítette a barlang részletes térképét. Malez már régóta azt a nézetet képviselte, hogy a víz a barlangból a nyugat-isztriai Lim-csatornában bukkan fel. 1975-ben Mitar Marinović átjutva a Martel-tó szifonján a barlang új részeit tárta fel azzal a kis tóval amit róla Mitar tavának (Mitrovo jezero) neveztek el. A legújabb vízszínezéssel végzett kutatások nem erősítették meg azokat a korábbi nézeteket, hogy a víz elérne Lim-csatornáig, így ez a kérdés továbbra is nyitott maradt.[8]
- A pazini Népi Egyetem épülete történelmi emlékhely.[9] 1943. szeptember 25-én itt hozták meg az Isztriai Tartományi Népi Felszabadító Bizottság határozatát, amely elválasztotta az Isztriát az Olasz Királyságtól és Jugoszláviához csatolta. A földszintes épület ma moziteremnek ad otthont. A tér felé nező homlokzaton 1961. november 28-án kő emléktáblát avattak, mely erre az eseményre emlékezik.

## Galéria
- Pazin vára.
- A város látképe északnyugatról.
- Pazin központja.
- Egy pazini lakóház jellegzetes homlokzata.
- A pazini víznyelő, a "Fojba".
- A víznyelő feletti meredek sziklafal.
- A Pazinčica-patak szurdoka.
- A Pazini-medence ködben
- Pazin vára Valvasor metszetén.